# 諸手船
諸手船（もろたぶね）は、島根県松江市美保関町の美保神社の神事に用いられる刳舟である。1955年（昭和30年）2月3日に重要有形民俗文化財に指定された。神事は毎年12月3日に美保関漁港で行なわれる。

## 概要
年に一度、12月3日の神事以外は境内に安置され海に浮かぶことのないこの諸手船は、およそ40年に一度造りかえることを旨として受け継がれてきた。現有の二艘は大根島入江の船大工吉岡睦夫によって1978年（昭和53年）に建造されたものであるが、現在美保神社の収蔵庫には睦夫の先代吉岡利一郎が請け負って1940年（昭和15年）に造られた古船が保管されている。それ以前のものは既に失われてはいるが、1901年（明治34年）に美保関町の船大工によって造られ、さらにその前のものは1858年（安政5年）に隠岐の島後灘村から寄付されている。このように美保神社の諸手船は伝承通り40年に一度造り替えられてきたものである。
古くは、一本のクスノキの巨木を刳りぬいた単材刳舟だったとされ、現船はモミの大木を使い刳りぬき部材を左右に継ぎ複材化した刳舟である。しかしいずれにしろ丸木舟とされるものであり、且つ現船は、保管されている古船や絵図に残されている明治時代の二世代前のものよりも太い木を使い、古式の技法に則り、いわゆる技術のゆりもどしも見受けられる。

## 諸手船神事
毎年美保関町で行われる神事は、国譲り神話に因むもので、美保神社の祭神事代主命が美保関の沖で釣りをしていたところに、国譲りの可否を問うために送られた使者が諸手船に乗ってやって来たという故事を再現しているとされ、「五穀豊穰、大漁満足、港繁盛」の感謝の意味も併せもっているといわれている。ホーライエッチャと言う行列で送り出された昔の装束をまとった氏子が9人ずつ二艘の諸手船に乗りこみ、対岸の客人社（まろうどやしろ）の麓まで行って折り返し、互いの船に櫂で海水をかけあって競漕し、舳先に挿した「マッカ」と呼ばれる飾りを神社に奉げる。